# Mindon
Mindon é uma vila em Myanmar. É a capital de Mindon Township do distrito de Thayet na região de Magway.